# Milan Rock
Milan Rock är en kulle i Antarktis. Den ligger i Västantarktis. Inget land gör anspråk på området. Toppen på Milan Rock är 966 meter över havet.
Terrängen runt Milan Rock är platt söderut, men norrut är den kuperad. Trakten är obefolkad. Det finns inga samhällen i närheten.